# Wandsworth (borough)
Wandsworth (London Borough of Wandsworth) is een Engels district of borough in de regio Groot-Londen, gelegen in het zuidwesten van de metropool. Wandsworth telt 323.257 inwoners en heeft een oppervlakte van 34 km².
Van de bevolking is 10,4% ouder dan 65 jaar. De werkloosheid bedraagt 3,8% van de beroepsbevolking (cijfers volkstelling 2001).

## Wijken in Wandsworth
- Balham
- Battersea
- Putney
- Roehampton
- Tooting
- Wandsworth

## Geboren
- Michael Deeley (1932), filmproducent
- Ademola Lookman (1997), voetballer